# ハン・スーファン
ハン・スーファン（Bang Seung Hwan、1983年4月15日 - ）は、韓国の男性総合格闘家。ソウル出身。コリアン・トップチーム所属。元DEEPライト級王者。

## 来歴
テコンドー、レスリング、アマチュアボクシングを学んだ。
2005年10月3日、Neo Fight 6のトーナメントに出場。1回戦を判定勝ちすると、決勝でKO勝ちし、優勝を果たした。
2005年11月19日、REALRHYTHM 2nd STAGEのタッグマッチに出場。リー・ジョンホと組み、三島☆ド根性ノ助＆中尾受太郎組と15分3本勝負で対戦。1本目で三島に左フックで失神KO勝ち（2本目以降は時間切れ）。
2006年2月5日、DEEP 23 IMPACTで宮本優太朗と対戦予定であったが、怪我により欠場となった。
2007年7月8日、DEEP初参戦となったDEEP 30 IMPACTで池本誠知と対戦し、判定負け。
2007年12月12日、DEEP 33 IMPACTで中尾受太郎と対戦し、左フックでKO勝ち。
2008年3月29日、CLUB DEEP TOKYOでLUIZと対戦し、判定勝ち。DEEPライト級タイトルへの挑戦権を獲得した。
2008年5月19日、DEEP 35 IMPACTのDEEPライト級タイトルマッチで王者横田一則と対戦し、右フックでKO勝ちを収め王座獲得に成功した。DEEP初の韓国人王者となった。
2008年8月16日のGLADIATORで毛利昭彦と対戦予定であったが、戦極参戦が決定し、欠場となった。
2008年8月24日、戦極 〜第四陣〜で五味隆典と対戦し、判定負け。
2008年10月10日、DEEPライト級王座を返上した。
2008年11月1日、戦極 〜第六陣〜のライト級グランプリ・リザーブマッチでホルヘ・マスヴィダルと対戦し、0-3の判定負け。
2009年6月7日、武神でキム・セギと対戦し、2-0の判定勝ち。
2010年7月3日、M-1 SELECTION ASIA FINAL 2010でカマラオ・シルバと対戦し、パウンドでTKO勝ち。
2010年7月24日、GLADIATOR 8で石黒竜也と対戦し、右ローキックでKO負けを喫した。

### UFC
2014年1月4日、UFC初参戦となったUFC Fight Night: Saffiedine vs. Limでマイルベク・タイスモフと対戦し、0-3の判定負けを喫した。
2014年6月14日、UFC 174でケイジャン・ジョンソンと対戦し、右フックでKO勝ち。ファイト・オブ・ザ・ナイトとパフォーマンス・オブ・ザ・ナイトを受賞した。
2017年11月24日、ソウル中央地裁から背任収賄罪で懲役10カ月の判決を受けた。2015年にソウルで行われたUFC Fight Night 79でのリオ・クンツ戦でブローカーから故意に負けるように依頼され1億ウォンを受け取ったという。なお、ハンは実際の試合では勝利している。

## 戦績

### 総合格闘技
| 総合格闘技 戦績 | 総合格闘技 戦績 | 総合格闘技 戦績 | 総合格闘技 戦績 | 総合格闘技 戦績 | 総合格闘技 戦績 | 総合格闘技 戦績 |
| --------------- | --------------- | --------------- | --------------- | --------------- | --------------- | --------------- |
| 28 試合         | (T)KO           | 一本            | 判定            | その他          | 引き分け        | 無効試合        |
| 18 勝           | 9               | 0               | 9               | 0               | 0               | 0               |
| 10 敗           | 0               | 3               | 7               | 0               | 0               | 0               |

| 勝敗 | 対戦相手               | 試合結果                          | 大会名                                                            | 開催年月日     |
| ×    | ニック・ハイン         | 5分3R終了 判定0-3                 | UFC Fight Night: Arlovski vs. Barnett                             | 2016年9月3日   |
| ○    | リオ・クンツ           | 5分3R終了 判定2-1                 | UFC Fight Night: Henderson vs. Masvidal                           | 2015年11月28日 |
| ×    | ジョン・タック         | 1R 3:56 リアネイキドチョーク      | UFC Fight Night: Edgar vs. Faber                                  | 2015年5月16日  |
| ○    | ケイジャン・ジョンソン | 3R 2:01 KO（右フック）            | UFC 174: Johnson vs. Bagautinov                                   | 2014年6月14日  |
| ×    | マイルベク・タイスモフ | 5分3R終了 判定0-3                 | UFC Fight Night: Saffiedine vs. Lim                               | 2014年1月4日   |
| ○    | ファン・ジュドン       | 2R 4:13 TKO（グラウンドの肘打ち） | Top FC: Original                                                  | 2013年6月29日  |
| ×    | 花澤大介               | 1R 2:54 チョークスリーパー        | ROAD FC 1: The Resurrection of Champions                          | 2010年10月23日 |
| ○    | カマラオ・シルバ       | 1R TKO（パウンド）                | M-1 GLOBAL JAPAN M-1 SELECTION ASIA FINAL 2010 〜EPISODE 1〜      | 2010年7月3日   |
| ×    | ホルヘ・マスヴィダル   | 5分3R終了 判定0-3                 | 戦極 〜第六陣〜 【ライト級グランプリシリーズ2008 リザーブマッチ】 | 2008年11月1日  |
| ×    | 五味隆典               | 5分3R終了 判定0-3                 | 戦極 〜第四陣〜                                                   | 2008年8月24日  |
| ○    | 横田一則               | 1R 3:38 KO（右フック）            | DEEP 35 IMPACT 【DEEPライト級タイトルマッチ】                     | 2008年5月19日  |
| ○    | LUIZ                   | 5分2R終了 判定3-0                 | CLUB DEEP TOKYO in 新宿FACE                                       | 2008年3月29日  |
| ○    | 中尾受太郎             | 2R 1:15 KO（左フック）            | DEEP 33 IMPACT                                                    | 2007年12月12日 |
| ○    | Barbaro44              | 5分2R終了 判定3-0                 | DEEP 32 IMPACT                                                    | 2007年10月9日  |
| ○    | 松下直揮               | 5分2R終了 判定3-0                 | CMAフェスティバル2 美濃輪育久デビュー10周年記念大会               | 2007年7月23日  |
| ×    | 池本誠知               | 5分3R終了 判定0-3                 | DEEP 30 IMPACT                                                    | 2007年7月8日   |
| ×    | キム・ジョンマン       | 5分2R終了 判定0-3                 | Neo Fight 11                                                      | 2007年4月14日  |
| ○    | マリク・マライ         | 5分2R終了 判定3-0                 | Neo Fight 11                                                      | 2007年4月14日  |
| ○    | ユン・ソンミン         | 5分3R終了 判定3-0                 | Neo Fight 8                                                       | 2006年8月15日  |
| ○    | ヤン・キョン           | 2R 0:34 KO（跳び膝蹴り）          | Neo Fight 6 【決勝】                                              | 2005年10月3日  |
| ○    | スン・チャンフン       | 5分3R終了 判定3-0                 | Neo Fight 6 【1回戦】                                             | 2005年10月3日  |
| ○    | ルイス・チャーネスキー | 1R 2:32 TKO（パンチ連打）         | Gimme 5                                                           | 2005年1月15日  |
| ×    | リー・ジョンホ         | 1R 1:42 腕ひしぎ十字固め          | Gimme 5: Yungjin Pharm Middleweight Tournament Quarterfinals      | 2004年12月6日  |
| ○    | キム・ヘウォン         | 5分3R終了 判定3-0                 | Gimme 5: Yungjin Pharm Middleweight Tournament Second Round       | 2004年11月26日 |
| ○    | キム・ソンチョル       | 1R 0:47 KO（パンチ連打）          | Gimme 5: Yungjin Pharm Middleweight Tournament Opening Round      | 2004年11月12日 |
| ○    | ミン・グァンシク       | 2R 1:25 TKO（ドクターストップ）   | Gimme 5                                                           | 2004年10月16日 |
| ×    | ジョン・ミョンギョ     | 5分3R終了 判定0-3                 | Gimme 5: Motorola Middleweight Tournament Opening Round           | 2004年8月20日  |
| ○    | オ・チャンミン         | 5分3R終了 判定3-0                 | Gimme 5                                                           | 2004年7月17日  |

### キックボクシング
| 勝敗 | 対戦相手   | 試合結果                   | 大会名      | 開催年月日    |
| ×    | 石黒竜也   | 2R 0:22 KO（右ローキック） | GLADIATOR 8 | 2010年7月24日 |
| ○    | キム・セギ | 3R終了 判定2-0             | 武神        | 2009年6月7日  |

## 獲得タイトル
- Neo Fight 6 優勝（2005年）
- 第4代DEEPライト級王座（2008年）

## 表彰
- テコンドー 黒帯
- UFC パフォーマンス・オブ・ザ・ナイト（1回）
- UFC ファイト・オブ・ザ・ナイト（1回）